# Accu§er
Accuser (eigene Schreibweise: Accu§er) ist eine deutsche Thrash-Metal-Band aus Siegen.

## Geschichte
Gegründet Anfang der 1980er-Jahre in Kreuztal, gehörten Accu§er zu den ersten deutschen Thrash-Metal-Bands, konnten aber anders als die Größen wie Kreator, Sodom, Protector und Destruction nur szenenintern auf sich aufmerksam machen. Internationaler Erfolg blieb der Band bis zum Ende versagt, während innerhalb Deutschlands einige Erfolge erzielt werden konnten.
Nach der Aufnahme mehrerer Demos bekamen Accu§er erst 1986 einen Plattenvertrag mit Atom H. Ein Jahr später erschien das erste Album The Conviction, auf dem ähnlich wie auf dem Nachfolger Experimental Errors typisch deutscher Thrash im Stile genannter Bands gespielt wurde. Auf den beiden folgenden Alben wurde der Sound der Band allerdings technischer und aggressiver und bewegte sich in Richtung amerikanischer Thrash-Metal-Bands wie Exodus oder Testament. Nach dem Album Taken by the Throat, das 1995 erschien und viele Elemente des modernen groovigeren Thrash und des Hardcore enthielt, lösten sich Accu§er aufgrund mangelnden kommerziellen Erfolgs sowie musikalischer Differenzen auf.
2002 gab es eine Reunion der Band, da die Nachfrage bei Fans weiterhin bestand und die Gitarristen Frank Thoms und René Schütz bei Auftritten ihrer nach dem Ende von Accu§er gegründeten Band Scartribe immer wieder nach den alten Songs gefragt wurden.
Anfang 2008 wurden Accu§er wieder aktiv und arbeiten seither auch wieder unter diesem Namen. Im Juli 2008 wurde ein erstes Reunion-Konzert mit neuem Material gegeben. Seitdem wurden Festivals und Konzerte gespielt und weitere Alben veröffentlicht.

## Diskografie
- 1987: The Conviction (Atom H)
- 1987: Experimental Errors (Atom H)
- 1989: Who Dominates Who? (Atom H)
- 1991: Double Talk (Atom H)
- 1992: Repent (Teichiku Records)
- 1994: Reflections (Major Records)
- 1994: Confusion Romance (EP, Major Records)
- 1995: Taken by the Throat (Koch)
- 1997: The Conviction / Experimental Errors (Wiederveröffentlichung, Koch)
- 2010: Agitation (Red Shift)
- 2011: Dependent Domination (Red Shift)
- 2013: Diabolic (Red Shift)
- 2014: Who Dominates Who - 25th Anniversary (Wiederveröffentlichung, Red Shift)
- 2016: The Forlorn Divide (Metal Blade)
- 2018: The Mastery
- 2020: Accuser
- 2024: Rebirthless